# خاندان تسوچیا

علامت خاندان

خاندان تسوچیا (به ژاپنی: 土屋氏, Tsuchiya-shi)، یکی از خاندان‌های ژاپنی بود. خاندان تسوچیا از تایرا نو یوشیفومی می‌آیند. تسوچیا سوئن، نوادگان او در نسل ششم در تسوچیا (ولایت ساگامی) ساکن شد و نام این مکان را گرفت.